# Emanuel Walberg

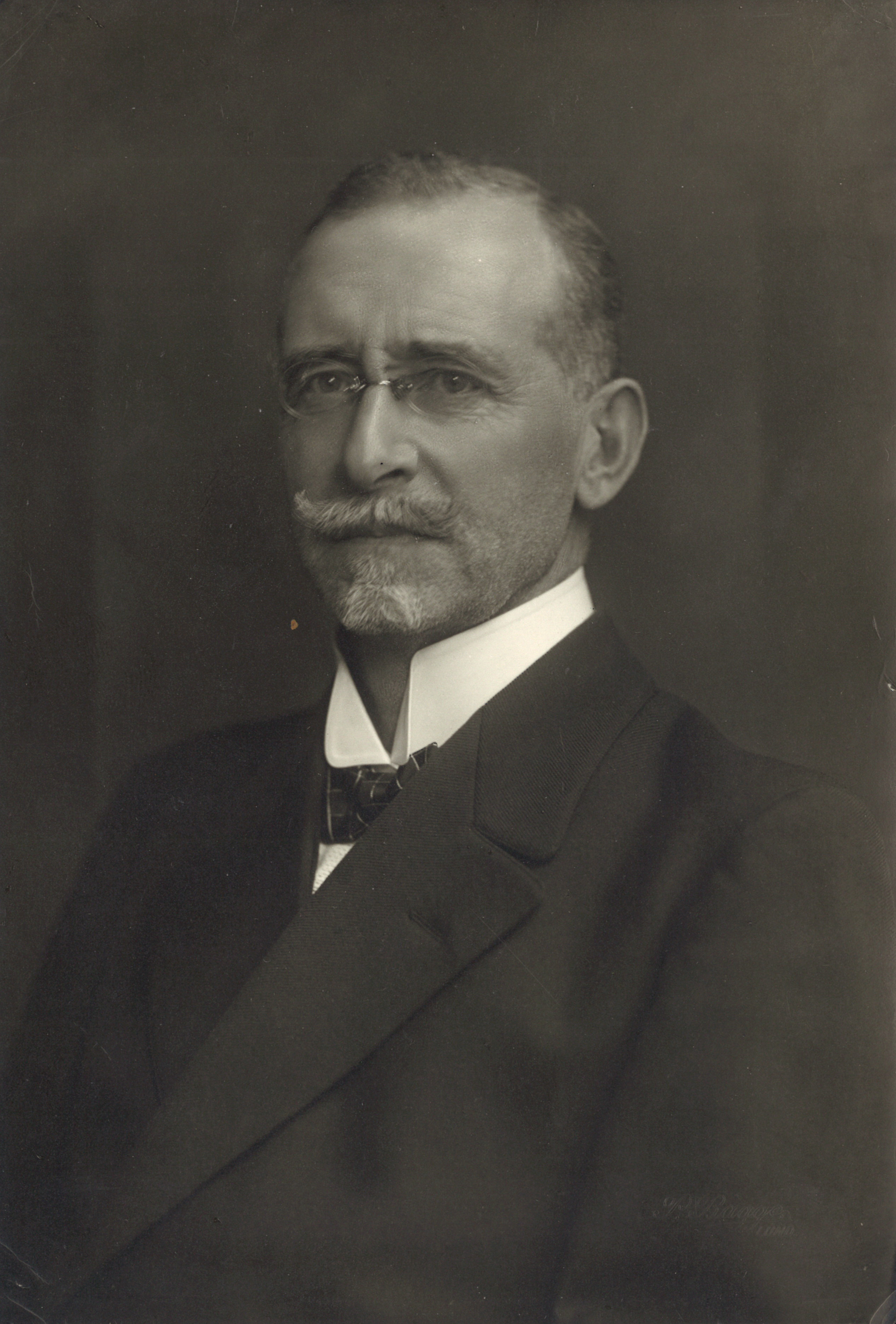
Emanuel Wahlberg

Emanuel Walberg (* 24. Dezember 1873 in Lund; † 27. November 1951 ebenda) war ein schwedischer Romanist.

## Leben und Werk
Walberg hatte in der Schule den Romanisten Johan Vising als Lehrer. Er studierte in Lund bei Edvard Lidforss und Fredrik Wulff, in Paris bei Gaston Paris und Paul Meyer und in Bonn bei Wendelin Foerster. Er promovierte mit der Arbeit (Hrsg.) Bestiaire de Philippe de Thaün (Paris/Lund 1900) und lehrte ab 1900 an der Universität Lund, von 1910 bis 1934 als Professor und Nachfolger von Fredrik Wulff. 1931 wurde er als Nachfolger von Kristoffer Nyrop Mitglied der Académie royale de langue et de littérature françaises de Belgique. 1950 wurde er auswärtiges Mitglied der Académie des Inscriptions et Belles-Lettres. Er war Ehrendoktor der Universität Tartu (Dorpat).

## Weitere Werke
- (Hrsg.) Juan de la Cueva et son « Exemplar Poético », Lund 1904
- (Hrsg. mit Fredrik Wulff) Les vers de la mort par Hélinant, moine de Froidmont, Lund 1905
- Saggio sulla fonetica del parlare di Celerina-Cresta (Alta Engadina), Lund 1907
- (Hrsg.) Antonio de Lebrija, Gramática castellana, Halle a.S. 1909
- (Hrsg.) Deux anciens poèmes inédits sur Saint Simon de Crépy, Lund 1909–1911
- (Hrsg.) Trascrizione fonetica di tre testi altoengadini, Lund/Leipzig 1912
- (Hrsg.) La vie de Saint Thomas le martyr par Guernes de Pont-Sainte-Maxence. Poème historique du 12e siècle (1172-1174), Lund 1922
- (Hrsg.) Deux versions inédites de la légende de l'Antéchrist en vers français du 13e siècle, Lund/Leipzig 1928
- La tradition hagiographique de Saint Thomas Becket avant la fin du XIIe siècle. Etudes critiques, Paris 1929, Genf 1975
- Quelques aspects de la littérature anglo-normande. Leçons faites à l'Ecole des chartes, Lund/Paris 1936
- (Hrsg.) Guernes de Pont-Sainte-Maxence, La vie de saint Thomas Becket, Paris 1936, 1964
- (Hrsg.) Le chant du roussigneul. Poème allégorique du xive siècle, Lund 1942
- (Hrsg.) Contes pieux en vers du XIVe siècle tirés du recueil intitulé Le tombel de Chartrose et publiés, Lund 1946